# Jakob Kiefer

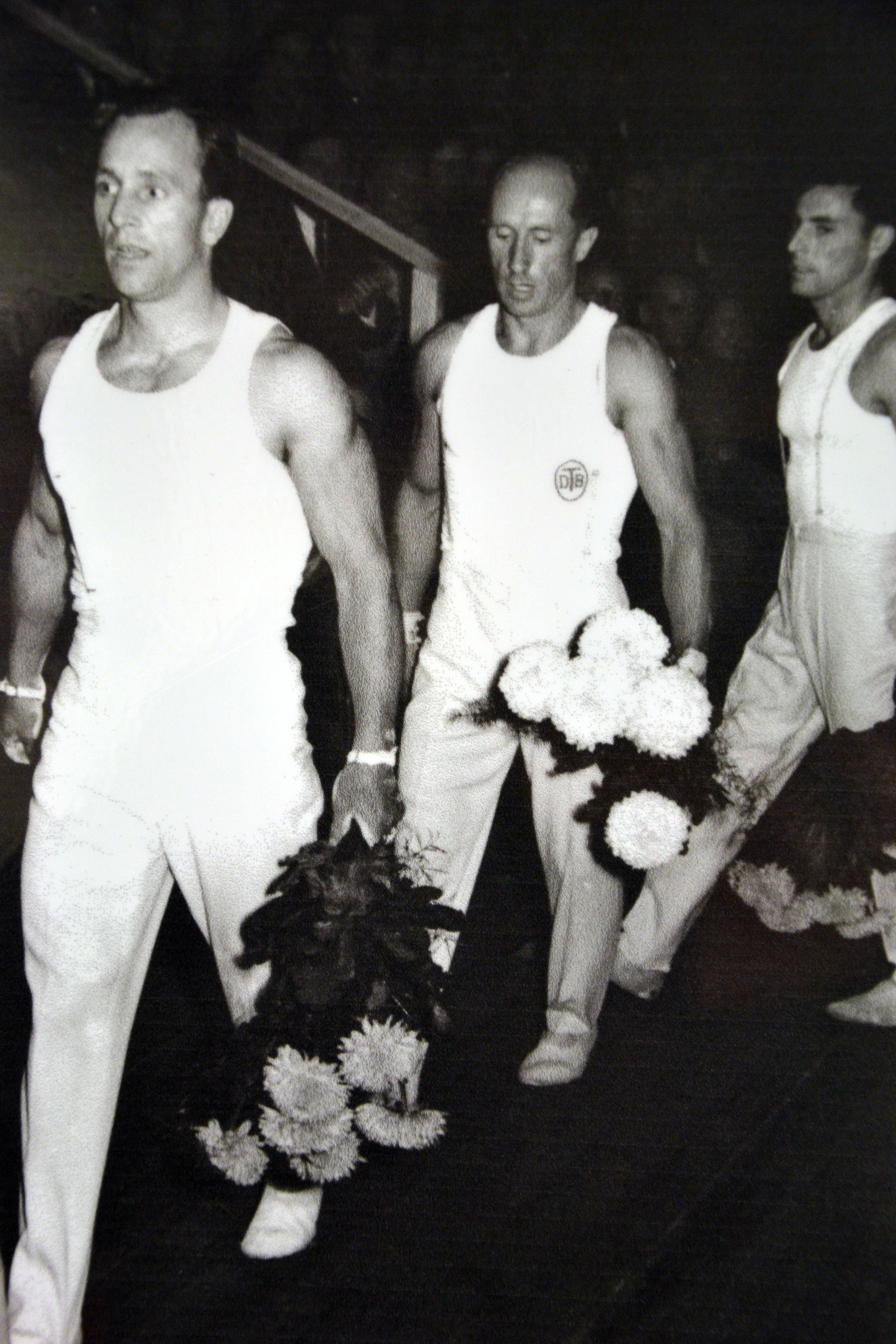
Sportpressefest in der Kieler Ostseehalle 1951, v.l.: Rudi Gauch, Alfred Schwarzmann und Jakob Kiefer

Jakob Kiefer (* 3. Dezember 1919 in Bad Kreuznach; † 18. Januar 1991 ebenda) war ein deutscher Turner.
Er war mehrfacher deutscher Meister und nahm 1952 und 1956 an den Olympischen Spielen teil.

## Leben und Karriere
Der Eintritt in den VfL 1848 Bad Kreuznach erfolgte im Alter von 10 Jahren. 1938 war Kiefer bereits Deutscher Jugendmeister im Geräteturnen, 1947 zweiter deutscher Kunstturnmeister und 1948 Dritter im olympischen Zwölfkampf und hessischer Meister.
1949 kehrte Kiefer zum VfL Bad Kreuznach zurück, den er aufgrund des Turnverbots in der französischen Zone nach Kriegsende verlassen hatte. Er wurde zum Mitbegründer des Mittelrheinischen Turnverbands. 1950 erlangte er sechs deutsche Meistertitel bei den deutschen Meisterschaften; 1951 den deutschen Meistertitel im turnerischen Zwölfkampf und am Seitpferd. Weitere Höhepunkte seiner Karriere waren die Teilnahme an den olympischen Spielen in Helsinki und in Melbourne, wonach er seine Karriere als Leistungssportler beendete. Danach arbeitete er als Lehrwart und Kunstturnwart im Landesturnverband Mittelrhein sowie als Übungsleiter beim VfL Bad Kreuznach.
Kiefer war hauptberuflich als Hausmeister und Museumsführer im Heimatmuseum und außerdem im Stadtarchiv Bad Kreuznach tätig. Seit 1999 trägt die Schulsport- und Mehrzweckhalle bei der Hauptschule am Römerkastell in Bad Kreuznach seinen Namen.

## Auszeichnungen und Ehrungen
- 1951 – Silbernes Lorbeerblatt
- 1952 – Silberne Ehrennadel des Sportbundes Rheinland
- Ehrenmitglied des Turngaues Nahetal und des Turnverbandes Mittelrhein